# Yūmu Harada
Yūmu Harada (jap. 原田 侑武, Harada Yūmu; * 15. September 1990 in Sapporo) ist ein ehemaliger japanischer Skispringer.

## Werdegang
Harada besuchte die Kōsei-Oberschule in Sapporo und studierte dann an der Waseda-Universität.
Harada gab sein internationales Debüt im März 2006 im Rahmen des FIS Cup in Zaō. Im Dezember des gleichen Jahres gab er in Rovaniemi sein Debüt im Skisprung-Continental-Cup und erreichte mit Rang 27 auf Anhieb die Punkteränge. Es blieben jedoch für Jahre seine einzigen Punkte in dieser Serie. Bei den Junioren-Weltmeisterschaften 2007, deren Sprungwettbewerbe mangels Schnee in Planica ausgetragen wurden, sprang Harada auf Rang 23 im Einzel, bevor er mit der Mannschaft die Silbermedaille im Teamspringen gewann. Trotz dieses Erfolgs legte er im Anschluss an den Winter 2006/07 eine internationale Pause ein. Im Januar 2009 ging er beim Continental Cup in Zaō an den Start, wurde aber disqualifiziert. Nach einigen FIS-Springen in seiner Heimat Japan nahm er im Januar 2010 in Hinterzarten an den Junioren-Weltmeisterschaften teil. Nach Rang 32 im Einzelspringen landete er mit der Mannschaft auf dem sechsten Platz.
Ein Jahr später nahm Harada an der Winter-Universiade 2011 in Erzurum teil. Nach zwei Top-10-Platzierungen in den Einzelspringen von der Normal- und der Großschanze gewann er gemeinsam mit Shōtarō Hosoda und Shō Suzuki das Teamspringen und damit die Goldmedaille. Trotz dieses Erfolges verpasste er auch weiter den Sprung in den A- oder B-Kader und startete erst 2013 wieder im Continental Cup und erreichte in Sapporo dreimal die Punkteränge. Bei der Winter-Universiade 2013 in Predazzo verpasste er eine weitere Medaille. Bestes Einzelergebnis war Rang fünf im Einzel und Rang vier mit der Mannschaft von der Normalschanze. Nach seinem Studium trat er zum April 2013 in das Unternehmen Yukijirushi Nyūgyō (Snow Brand) ein, für deren Skisprungmannschaft er seitdem antritt.
Nach weiteren Punkterfolgen im Continental Cup von Sapporo im Januar 2015 gab er am 24. Januar 2015 an gleicher Stelle sein Debüt im Skisprung-Weltcup. Als 47. sprang er jedoch weit an einem Punkterfolg zurück. Im Sommer kam er in Hakuba im Rahmen des Skisprung-Grand-Prix zum Einsatz und reiste nach einem 12. und einem 13. Platz mit der Mannschaft auch zu den Springen außerhalb Japans. In Tschaikowski sprang Harada als Sechster erstmals unter die Top 10 in dieser Serie. Im kasachischen Almaty gelang ihm dies in beiden Springen, wobei er am Ende als Vierter nur knapp seinen ersten Podestrang verpasste. Den Grand Prix schloss er als 13. der Gesamtwertung ab. In der Saison 2015/16 gehörte er zum Kader im Weltcup, verpasste aber in allen Springen die Punkteränge. Beste Resultate waren zwei 35. Plätze in Nischni Tagil und Zakopane.
Im Januar 2020 stürzte Harada bei einem Wettkampf im Rahmen des japanischen HBC Cups in Sapporo nach einem Sprung auf 144 Metern schwer, sodass er aufgrund eines Kreuzbandrisses für die restliche Saison ausfiel. Zuletzt war er im Sommer 2019 bei internationalen Wettkämpfen gestartet und konnte dabei unter anderem vier Punkte im Grand Prix 2019 gewinnen.
Am 20. Januar 2023 nahm er in Sapporo zum ersten Mal seit fast vier Jahren wieder an einem Weltcup-Springen teil. Am Ende der Saison beendete er seine Karriere.
Harada lebt in Tokorozawa.

## Statistik

### Grand-Prix-Platzierungen
| Saison | Platz | Punkte |
| ------ | ----- | ------ |
| 2015   | 13.   | 176    |
| 2016   | 56.   | 027    |
| 2017   | 61.   | 015    |
| 2018   | 77.   | 003    |
| 2019   | 66.   | 004    |

### Continental-Cup-Platzierungen
| Saison  | Sommer | Sommer | Winter | Winter | Gesamt | Gesamt |
| Saison  | Platz  | Punkte | Platz  | Punkte | Platz  | Punkte |
| ------- | ------ | ------ | ------ | ------ | ------ | ------ |
| 2006/07 | –      | –      | 128.   | 004    |        | 004    |
| 2012/13 | –      | –      | 099.   | 026    | 133.   | 026    |
| 2014/15 | –      | –      | 111.   | 011    | 151.   | 011    |
| 2017/18 | –      | –      | 115.   | 005    | 150.   | 005    |
| 2018/19 | 100.   | 002    | 081.   | 037    | 103.   | 039    |
| 2019/20 | 037.   | 090    | –      | –      | 072.   | 090    |